# 산타 키아라 성당 (나폴리)
산타 키아라 성당(이탈리아어: Basilica di Santa Chiara 바실리카 디 산타 키아라[*])은 이탈리아 캄파니아주 나폴리현 나폴리에 있는 대성당이다.